# چاچا (نوشیدنی)
چاچا (گرجی: ჭაჭა ch'ach'a [tʃʼɑtʃʼɑ]) یک نوشیدنی الکلی گرجی است که از باقیمانده تفاله انگور (بقایای انگور باقی مانده پس از ساخت شراب) ساخته می‌شود. رنگ آن شفاف و بسیار قوی است. میزان الکل آن در نمونه‌های تولید شده کارخانه‌ای تا ۵۰% است، اما در مواردی که آن را در خانه تولید می‌کنند، میزان الکل آن تا ۸۵% نیز می‌رسد. نام آن گاهی اوقات "ودکای شراب"، "ودکای انگور" یا "ودکا / گراپا گرجی" نامیده می‌شود. اصطلاح چاچا در گرجستان برای اشاره به تقطیر انگور استفاده می‌شود. همچنین ممکن است چاچا از انگورهای نارس یا وحشی تولید شود. سایر میوه‌ها یا گیاهان رایج مورد استفاده انجیر، نارنگی، پرتقال، توت یا ترخون است.
بسیاری از گرجی‌ها ادعا می‌کنند چاچا دارای خواص دارویی است و به عنوان یک درمان برای تعدادی از بیماری‌ها از جمله انسداد گوش و سوء هاضمه پیشنهاد می‌شود. همچنین ادعا می‌شود که با مالیدن آن به شکم، درد معده را درمان می‌کند. همچنین ادعا می‌شود که با استفاده روی صورت، آکنه را درمان می‌کند.
در گرجستان معمولاً می‌توان چاچای خانگی را با قیمتی در حدود ۵ لاری از سوپرمارکت‌ها و میوه‌فروشی‌های محلی تهیه کرد.
این نوشیدنی به‌طور سنتی یک نوشیدنی خانگی گرجستانی است، امروزه معمولاً توسط تقطیرکنندگان حرفه‌ای و اکثر کارخانه‌های شراب‌سازی تولید می‌شود.
نوع و طعم انواع مختلف چاچا به منطقه‌ای که در آن تولید می‌شود، می‌تواند متفاوت باشد. به‌عنوان مثال، چاچای ساخته شده توسط تولیدکنندگان در منطقه کاختی بیشتر از چاچای ساخته شده در پایتخت تفلیس طعم بلوط دارد. در میان شرکت‌های بزرگ‌تر، برخی از محبوب‌ترها عبارتند از Chateau Mukharni، Teliani Valley، Telavi Wine Cellar و Vazi+. این عصاره‌ها با افزودن مواد طبیعی طعم و عطر سنتی چاچا را افزایش داده‌اند. به عنوان مثال، در دره تیلیانی، چهار نوع چاچای متمایز را تقطیر می‌کند: ۱. طلا، ساخته شده در بشکه‌های بلوط کهنه. ۲. نقره، ساخته شده فقط با تفاله از انگور Rkatsiteli؛ ۳. عسل که در آن چاچا با لانه زنبوری تقطیر می‌شود. ۴. یخ، نسخه‌ای با الکل بالاتر.
Vazi+ سه نوع چاچا را با برچسب "بینخی" تجاری کرده است که همه آنها بسیار محبوب هستند. هر سه نوع دو بار تقطیر می‌شوند و گران‌ترین آن - بینخی استراگون - شامل افزودن استراگون طبیعی است.
یکی از معروف‌ترین محصولات چاچا، بینخی استراگون است که مدال نقره جوایز موندوس وینی در سال ۲۰۰۷ را دریافت کرد. چاچای Chateau Mukhrani که با بیش از ۵۰۰۰ شراب و مشروب دیگر رقابت می‌کند، مدال طلای مسابقات بین‌المللی شراب و عرقیات هنگ کنگ را در سال ۲۰۱۱ به دست آورد. در سال ۲۰۱۲ در مسابقه شراب و ارواح کیشینو در جمهوری مولداوی، شراب‌سازی سنتی کاختی پنج مدال نقره برای چاچای خود کسب کرد.
در سال ۲۰۰۵، دولت گرجستان قانون جدید مالکیت معنوی به نام «قانون نام‌گذاری مبدأ و نشانه‌های جغرافیایی کالا» (قانون AOGI) را تصویب کرد. این قانون در درجه اول اجازه ثبت نام‌های مبدأ (AO) و نشانه‌های جغرافیایی (GI) را برای شراب‌ها، مشروبات الکلی و آب‌های معدنی منشأ گرجستان می‌دهد. بسیاری از شراب‌های معروف گرجستان که تفاله انگور را تشکیل می‌دهند، به‌عنوان AOs در سطح بین‌المللی از طریق سیستم لیسبون برای ثبت بین‌المللی نام‌های مبدأ ثبت شدند. در ۱۳ دسامبر ۲۰۱۱، وزارت کشاورزی دولت گرجستان "چاچا" را به‌عنوان اولین GI در این کشور به ثبت رساند.
شهر باتومی، دومین شهر بزرگ گرجستان، کمپین منحصر به فردی را بر اساس قدرت برند چاچا اجرا کرده است. در مرکز شهر، یک برج ۲۵ متری در سال ۲۰۱۲ ساخته شد که دارای یک عرشه دیدبانی، ساعت، استخرها و مرکز اطلاعات گردشگری است. بیرون برج چاچه آبنمای پرآذینی وجود دارد که هفته‌ای یک‌بار به مدت ۱۰ تا ۱۵ دقیقه به جای آب با چاچای تهیه شده از تقطیرهای محلی سرازیر می‌شود.